# Wetjes-Hor
Wetjes-Hor (Thron des Horus) ist die altägyptische Bezeichnung des 2. oberägyptischen Gaues im Süden Ägyptens gelegen. Der Hauptort war Edfu, wo auch Horus verehrt wurde. Der Name des Gaues ist seit dem Alten Reich bezeugt. Vom Ende des Alten Reiches sind einige Gaufürsten bekannt. Die Griechen setzen Horus mit Apollon gleich, weswegen die Gauhauptstadt Edfu bei ihnen als Apollonospolis und der Gau als Apollonopolites bezeichnet wurde.